# Mário Andreazza
Mario David Andreazza GCIH (Caxias do Sul, 20 de agosto de 1918 — São Paulo, 19 de abril de 1988) fue un militar y político brasileño. Fue ministro de transportes durante la dictadura militar en los gobiernos de Costa e Silva y Médici, habiendo sido el principal responsable por varias obras entre las que destaca el Puente Río-Niterói y la Transamazónica, a pesar del escenario de restricción presupuestal comandado por el ministro Delfim Neto. Se destacó también por lo que se conoció como la Batalla de los Fletes, en la que consiguió situar a la marina mercante brasileña en un escenario antes dominado por las potencias marítimas internacionales. Fue uno de los firmantes del Acto Institucional N° 05.
Militar y militante anti-getulista, en 1952 participó de los disturbios que llevaron a la salida del ministro Estillac Leal y del presidente Carlos Luz en 1955. Como teniente coronel formó parte del Servicio Federal de Informaciones y Contrainformación, bajo el comando del coronel Ednardo D'Ávila Mello.
El 12 de agosto de 1967 fue condecorado con la Gran Cruz de la Orden del Infante Don Enrique de Portugal.
En su cargo de ministro fue también líder del movimiento que intentó, en 1973, que el mandato de Médichi fuera extendido por un año más, buscando evitar la candidatura de Ernesto Geisel. Con la elección de Geisel, llegó a ser considerado como gobernador de Río Grande del Sur.
Durante el gobierno de João Figueiredo, fue ministro del interior y responsable de programas habitacionales como el "Promorar", que erradicó varias favelas como las de Maré, en Río de Janeiro, y la de Alagados, en Salvador. También como ministro del interior, implantó un gran programa de vivienda nacional, demarcó territorios indígenas y lanzó la Política Nacional de Medio Ambiente.
Fue candidato a suceder a Figueiredo en la presidencia, siendo respaldado por éste para ello. No obstante, fue obligado a competir en la convención nacional del PDS enfrentando al diputado federal Paulo Maluf. Fue derrotado en la convención el 11 de agosto de 1984 por 493 votos a 350, lo que motivó la división del partido, dando origen al llamado "Frente Liberal" (actualmente "Demócratas") que apoyó al candidato de la oposición Tancredo Neves, quien ganó las elecciones.

## Familia
Nació en la Sierra Gaúcha en una familia italiana originaria de Onigo (provincia de Treviso), fue hijo de Attilio Andreazza e Inês Corso. Se casó con Liliana Urtiaga con quien tuvo dos hijos: Mario Gualberto y Atílio Andreazza. También tuvo como nieto al conocido comentarista de Bandnews, columnista del Jornal O Globo y editor ejecutivo del Grupo Editorial Record Carlos Andreazza.